# Chiang Fang-liang

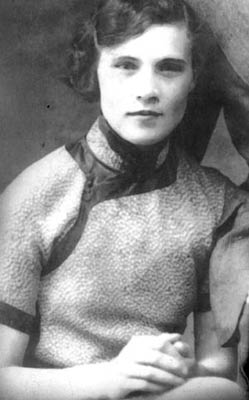
Chiang Fang-liang (1944)

Faina Chiang, chinesisch: Chiang Fang-liang (蔣方良,  Jiǎng Fāngliáng, ursprünglich Faina Ipatjewna Wachrewa/russisch Фаина Ипатьевна Вахрева; * 15. Mai 1916 bei Orscha; † 15. Dezember 2004) war die Frau von Präsident Chiang Ching-kuo und First Lady Taiwans von 1978 bis 1988.
Faina Chiang wurde auf dem Gebiet des heutigen Belarus geboren und wuchs in Jekaterinburg auf. Ihre Eltern starben früh und sie wurde von ihrer älteren Schwester Anna aufgezogen. Im Alter von 16 Jahren war sie Mitglied im Komsomol und arbeitete bei der Maschinenbaufabrik Uralmasch. Dort lernte sie Chiang Ching-kuo kennen, der aufgrund des Bruchs der Kuomintang mit den Kommunisten nicht nach China zurückkehren durfte, und die beiden heirateten am 15. März 1935. Ihr erster Sohn, Hsiao-wen, wurde im Dezember 1935 geboren. Die beiden hatten zwei weitere Söhne, Hsiao-wu und Hsiao-yung und eine Tochter, Hsiao-chang.
Im Dezember 1936 erlaubte Stalin endlich die Rückkehr Chiangs nach China. Faina folgte ihm, wohnte bei Mao Fumei, der Mutter von Chiang Ching-kuo und lernte den Wu-Dialekt von Ningbo sprechen. Später floh sie im chinesischen Bürgerkrieg mit ihrer Familie nach Taiwan.
Nachdem Chiang Ching-kuo 1978 Präsident der Republik China geworden war, kam Chiang Fang-liang nur selten ihren traditionellen Aufgaben als First Lady nach. Sie blieb während der gesamten politischen Karriere ihres Mannes stets im Hintergrund, da es politisch nicht klug war, die Anwesenheit einer Russin inmitten der streng antikommunistischen Atmosphäre in der Regierung zu unterstreichen. Sie kehrte nie nach Russland zurück und machte in ihrem Leben nur drei Auslandsreisen, um ihre Kinder und deren Familien zu besuchen. 1992 erhielt sie einen Besuch von einer belarussischen Delegation, der auch der Bürgermeister von Minsk angehörte; das war das einzige Mal, dass sie nach ihrer Emigration Kontakt mit jemandem aus ihrer Heimat hatte.
Nach Chiang Chin-kuos Tod lebte sie in einem Vorort von Taipeh mit einigen Bediensteten aus China und unterstützt vom Präsidentenbüro und wurde gelegentlich von prominenten Politikern besucht, die ihr ihren Respekt bezeugten. In den Medien Taiwans wurde sie als tugendhafte Frau, die ohne Klagen ihre Einsamkeit mit Würde ertrug, dargestellt.
Chiang Fang-liang starb im Alter von 88 Jahren im Taipei Veterans General Hospital an Herz- und Lungenversagen. Ihr Begräbnis fand am 27. Dezember 2004 in Anwesenheit von Präsident Chen Shui-bian und Vizepräsidentin Annette Lu und vieler hoher Kuomintang-Politiker wie Wang Jin-pyng und Ma Ying-jeou statt. Sie wurde eingeäschert; ihre Asche wurde im provisorischen Mausoleum ihres Mannes in Touliao in Daxi in der Stadt (damals Landkreis) Taoyuan bestattet. Es ist geplant, beide zu einem späteren Zeitpunkt auf dem Wuchih-Militärfriedhof in Xizhi bei Taipeh umzubetten.
| Personendaten    | Personendaten                                                                                |
| ---------------- | -------------------------------------------------------------------------------------------- |
| NAME             | Chiang Fang-liang                                                                            |
| ALTERNATIVNAMEN  | 蔣方良 (chinesisch); Jiǎng Fāngliáng                                                         |
| KURZBESCHREIBUNG | taiwanische Frau von Präsident Chiang Ching-kuo und First Lady der Republik China auf Taiwan |
| GEBURTSDATUM     | 15. Mai 1916                                                                                 |
| GEBURTSORT       | bei Orscha                                                                                   |
| STERBEDATUM      | 15. Dezember 2004                                                                            |